# Субсидиарные договоры
Субсидиарный договор — разновидность неравноправного договора. Такие договоры заключались в XVIII—XIX веках с индийскими раджами представителями Французской и Английской Ост-Индской компаний. Первыми использовать подобные договоры начали французы во времена губернаторства Жозефа Дюплекса.
По договору компания направляла в туземное княжество для его «защиты» от соседей свои войска, за содержание которых раджа выплачивал компании субсидию. В свою очередь, княжество обязывалось предоставлять в распоряжение компании свои вооружённые силы. Для наблюдения за лояльностью раджи ко двору местного правителя назначался европейский Резидент.
Фактически субсидиарные договоры были завуалированной формой колонизации индийских территорий: после заключения договора княжества утрачивали право на ведение самостоятельной внешней политики и самооборону.
Маркиз Дальхузи использовал субсидиарные договоры для объединения индийских княжеств невоенным путём в Британскую Индию во главе с королевой Викторией. Недовольство местного населения агрессивной централизаторской политикой Дальхузи послужило одной из причин восстания сипаев.